# Os de Plata a la millor interpretació femenina
L'Os de Plata a la millor interpretació femenina és el premi que es concedeix en el Festival Internacional de Cinema de Berlín a la millor actuació d'una actriu.

## Guanyadores
| Any  | Actriu                                      | Pel·lícula                                              |
| ---- | ------------------------------------------- | ------------------------------------------------------- |
| 1956 | Elsa Martinelli                             | Donatella                                               |
| 1957 | Yvonne Mitchell                             | Woman in a Dressing Gown                                |
| 1958 | Anna Magnani                                | Wild is the Wind                                        |
| 1959 | Shirley MacLaine                            | Ask Any Girl                                            |
| 1960 | Juliette Mayniel                            | Kirmes                                                  |
| 1961 | Anna Karina                                 | Une femme est une femme                                 |
| 1962 | Rita Gam i Viveca Lindfors                  | No Exit                                                 |
| 1963 | Bibi Andersson                              | Älskarinnan                                             |
| 1964 | Sachiko Hidari                              | Nippon Konchuki i Kanajo to kare                        |
| 1965 | Madhur Jaffrey                              | Shakespeare Wallah                                      |
| 1966 | Lola Albright                               | Lord Love a Duck                                        |
| 1967 | Edith Evans                                 | The Whisperers                                          |
| 1968 | Stephane Audran                             | Les Biches                                              |
| 1971 | Simone Signoret                             | Le Chat                                                 |
| 1971 | Shirley MacLaine                            | Desperate Characters                                    |
| 1972 | Elizabeth Taylor                            | Hammersmith Is Out                                      |
| 1975 | Kinuyo Tanaka                               | Sandakan hachibanshokan, bohk yo                        |
| 1976 | Jadwiga Barańska                            | Noce i dnie                                             |
| 1977 | Lily Tomlin                                 | L'última sessió                                         |
| 1978 | Gena Rowlands                               | Opening Night                                           |
| 1979 | Hanna Schygulla                             | Die Ehe der Maria Braun                                 |
| 1980 | Renate Krössner                             | Solo Sunny                                              |
| 1981 | Barbara Grabowska                           | Goraczka                                                |
| 1982 | Katrin Sass                                 | Bürgschaft für ein Jahr                                 |
| 1983 | Jewgenija Gluschenko                        | Wljubljon po sobstvennomu zhelaniju                     |
| 1984 | Inna Txurikova                              | Voenno-polevoi roman                                    |
| 1985 | Jo Kennedy                                  | Wrong World                                             |
| 1986 | Charlotte Valandrey                         | Rouge baiser                                            |
| 1986 | Marcelia Cartaxo                            | Hour of the Star                                        |
| 1987 | Ana Beatriz Nogueira                        | Vera                                                    |
| 1988 | Holly Hunter                                | Broadcast News                                          |
| 1989 | Isabelle Adjani                             | Camille Claudel                                         |
| 1991 | Victoria Abril                              | Amantes                                                 |
| 1992 | Maggie Cheung                               | Ruan Ling Yu                                            |
| 1993 | Michelle Pfeiffer                           | Love Field                                              |
| 1994 | Crissy Rock                                 | Ladybird, Ladybird                                      |
| 1995 | Josephine Siao                              | Nu ren si shi                                           |
| 1996 | Anouk Grinberg                              | Mon homme                                               |
| 1997 | Juliette Binoche                            | The English Patient                                     |
| 1998 | Fernanda Montenegro                         | Central do Brasil                                       |
| 1999 | Maria Schrader i Juliane Köhler             | Aimée & Jaguar                                          |
| 2000 | Bibiana Beglau i Nadja Uhl                  | Die Stille nach dem Schuß                               |
| 2001 | Kerry Fox                                   | Intimacy                                                |
| 2002 | Halle Berry                                 | Monster's Ball                                          |
| 2003 | Meryl Streep, Nicole Kidman, Julianne Moore | The Hours                                               |
| 2004 | Charlize Theron                             | Monster                                                 |
| 2005 | Catalina Sandino Moreno                     | María, llena eres de gracia                             |
| 2006 | Julia Jentsch                               | Sophie Scholl - Die letzten Tage                        |
| 2007 | Sandra Hüller                               | Requiem                                                 |
| 2007 | Nina Hoss                                   | Yella                                                   |
| 2008 | Sally Hawkins                               | Happy: un conte sobre la felicitat                      |
| 2009 | Birgit Minichmayr                           | Alle Anderen                                            |
| 2010 | Shinobu Terajima                            | Caterpillar                                             |
| 2011 | Conjunt d'actrius de la pel·lícula          | Jodaeiye Nader az Simin (Nader And Simin, A Separation) |
| 2012 | Rachel Mwanza                               | Rebelle                                                 |
| 2013 | Paulina García                              | Gloria                                                  |
| 2014 | Haru Kuroki                                 | Chiisai Ouchi                                           |
| 2015 | Charlotte Rampling                          | 45 Years                                                |
| 2016 | Trine Dyrholm                               | Kollektivet                                             |
| 2017 | Kim Min-hee                                 | On the Beach at Night Alone                             |
| 2018 | Ana Brun                                    | Las herederas                                           |
| 2019 | Yong Mei                                    | So Long, My Son                                         |
| 2020 | Paula Beer                                  | Undine                                                  |